# Virgin Snow
Virgin Snow (첫눈 - Cheonnun) es una película coreana de 2007 dirigida por Han Sang-hye e interpretada por el coreano Lee Jun Ki y la actriz japonesa Aoi Miyazaki.

## Argumento
Min, un chico coreano, se traslada a Japón con su padre, que es profesor. Un día conoce a Nanae, una guapa chica japonesa con unos preciosos ojos que aspira a ser pintora. Min se enamora a primera vista e investiga sobre ella, descubriendo que va a su misma escuela. Entablan amistad, a pesar de las diferencias culturales y de idioma. Pero la abuela de Min enferma y éste debe volver a Corea ipso facto, sin poder explicar el porqué de su vuelta a Corea a Nanae. Una vez que su abuela se recupera de su enfermedad, Min vuelve a Japón, pero Nanae ha desaparecido. Min teme que ella pensara que sus sentimientos no fueran verdaderos, y se pregunta por la razón de su desaparición.

## Reparto
- Lee Jun Ki ......Kim-min
- Aoi Miyazaki.....Sasaki Nanae
- Kimiko Yo
- Otoha
- Ayaka Morita
- Shun Shioya
- Miyu Yagyu
- Lee-hwan.........Kim Do-hyeon